# Ołtarz Colonny
Ołtarz Colonny (również Ołtarz Colonny z Tronującą Madonną w otoczeniu pięciu świętych oraz Bogiem Ojcem adorowanym przez dwóch aniołów) – obraz ołtarzowy namalowany przez Rafaela ok. 1502–1504. Znajduje się w zbiorach Metropolitan Museum of Art w Nowym Jorku.
Nastawa ołtarzowa powstała dla kościoła Świętego Antoniego w Perugii. W skład predelli wchodzą: Droga na Kalwarię, Modlitwa w Ogrójcu, Święty Franciszek z Asyżu, Święty Antoni z Padwy.
W centrum obrazu znajduje się zasiadająca na tronie Madonna. Na jej kolanach siedzi Dzieciątko Jezus, które błogosławi adorującego go Jana Chrzciciela. Po lewej stronie znajduje się św. Piotr z księgą, po prawej czytający św. Paweł. Z tyłu znajdują się święte z palmami w dłoniach. Jedna z nich to św. Katarzyna, druga to św. Małgorzata lub Cecylia. Na górze obrazu znajduje się trzymający kulę ziemską Bóg Ojciec w trakcie udzielania błogosławieństwa i dwaj aniołowie. Układ postaci oraz dekoracyjność przypominają twórczość Pinturicchia.
Nazwa ołtarzu pochodzi od rodziny Colonna, która była ostatnim włoskim właścicielem głównej sceny. W 1678 roku zakonnice z Perugii sprzedały obraz. Na przestrzeni lat poszczególne panele rozdzielono. W 1912 roku Ołtarz Colonny trafił do Metropolitan Museum of Art w Nowym Jorku. Święty Franciszek z Asyżu i Święty Antoni z Padwy znajdują się w Dulwich Picture Gallery w Londynie.